# Oued Zitoun
Oued Zitoun (arabisch: وادى الزيتون) ist eine algerische Stadt in der Provinz El Tarf mit 5321 Einwohnern. (Stand: 1998)

## Geographie
Oued Zitoun befindet sich westlich von der tunesischen Grenze. Die Gemeinde wird umgeben von Hammam Béni Salah im Norden und von Bouhadjar im Nordosten.